# Oddział Specjalny Bergmann
Oddział Specjalny Bergmann (niem. Sonderverband Bergmann) – kaukaska kolaboracyjna jednostka wojskowa w służbie Niemiec podczas II wojny światowej.

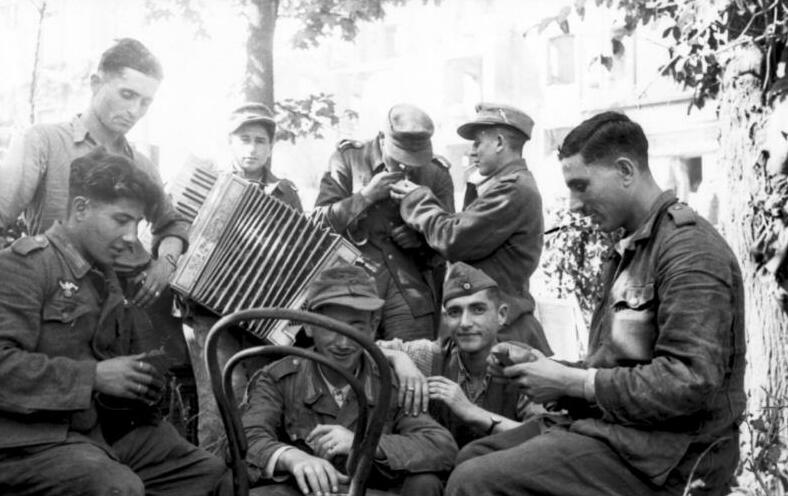
Żołnierze jednostki podczas powstania warszawskiego

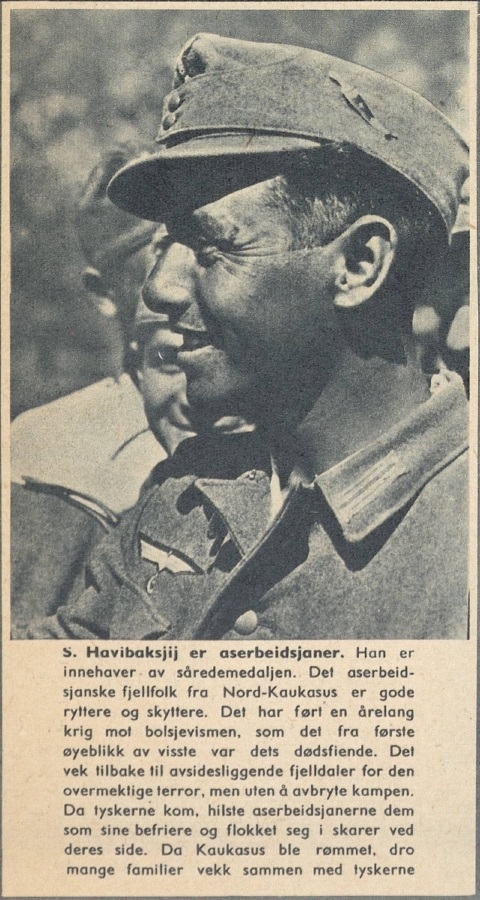
Żołnierz Oddziału Specjalnego Bergmann z widoczną na czapce naszywką sztyletu kaukaskiego, która była znakiem rozpoznawczym oddziału

## Historia
Niemcy postanowili pod auspicjami Abwehry utworzyć jednostkę wojskową złożoną z sowieckich jeńców pochodzących z Kaukazu. W tym celu w październiku 1941 r. z obozów jenieckich wyselekcjonowano ok. 700 byłych żołnierzy Armii Czerwonej (ochotników) i zgrupowano ich w obozie w rejonie Połtawy. Następnie przeniesiono na Śląsk, gdzie przeszli przeszkolenie wojskowe i wywiadowcze w obozie w Neuhammer. Jednostkę tworzył i dowodził w pierwszym okresie kpt. dr Theodor Oberländer, b. profesor ekonomii z Uniwersytetu w Königsberg. Jego zastępcą był Sonderführer von Kulschenbach. Składała się ona początkowo z trzech kompanii gruzińskich, jednej azerskiej i plutonu ormiańskiego. We wrześniu liczyła ona ok. 1200 ludzi, w tym ok. 300 Niemców. W jej skład weszła wówczas dodatkowo kompania niemiecka, a pluton ormiański został rozwinięty do szczebla kompanii. Całość kadry tworzyli Niemcy, zaś szeregowi żołnierze i młodsi podoficerowie pochodzili z Kaukazu. Batalion został następnie przerzucony na obszar Rzeszy, gdzie w Neuhammer przeszedł przeszkolenie w zakresie regulaminów i sposobów walk niemieckiej piechoty, a w obozie szkoleniowym w Mittenwaldzie w Bawarii – szkolenie górskie. Podczas tego kursu Gruzin kpt. Ciklauri utworzył grupę konspiracyjną spośród żołnierzy batalionu, która planowała przejście na stronę sowiecką po dotarciu na Kaukaz. Niemcy jednak ją wykryli. 7 przywódców zostało rozstrzelanych, a ok. 50 dalszych członków zesłanych do obozów koncentracyjnych. Żołnierze batalionu odbyli też szkolenie propagandowe, gdyż jednym z jego działań miały być akcje ulotkowe obliczone na wywołanie dezercji wśród czerwonoarmistów narodowości kaukaskich. Początkowo Niemcy zamierzali wykorzystać ich do prowadzenia płytkiego wywiadu za liniami przeciwnika, a jedynie najbardziej zaufanych przerzucić na głębokie tyły wojsk sowieckich.
Na przełomie września i października 1942 r. batalion został wysłany na Kaukaz nad rzekę Terek, gdzie działał między liniami niemieckimi i sowieckimi na południe i południowy wschód od Mozdoku. Jego poczynania doprowadziły do wielu dezercji z Armii Czerwonej żołnierzy pochodzących z Gruzji i Azerbejdżanu. Po wycofaniu się wojsk niemieckich z Kaukazu służył na Krymie, walcząc z partyzantami. Rozrósł się wówczas do wielkości pułku w sile ok. 2300 ludzi w składzie:
- I. batalion (gruziński),
- II. batalion (azerski),
- III. batalion (północnokaukaski).

Od 24 kwietnia Sonderverband Bergmann działał w składzie 153 Dywizji Bezpieczeństwa.
W lutym 1944 r. jednostka została podzielona; dwa bataliony (gruziński i północnokaukaski) zostały przeniesione do południowej Grecji, a jeden (azerski) do Polski. Batalion azerski do pocz. marca walczył nad Bugiem w składzie 6 Armii. Następnie przeniesiono go do Francji, gdzie wszedł w skład 2 pułku Ochotniczej Dywizji Kadrowej (Freiwillige-Stamm Division). Pod koniec lipca, po odpoczynku i uzupełnieniu stanów na poligonie Wandern koło Frankfurtu nad Odrą, przerzucono go pod Warszawę. W sierpniu i wrześniu 1944 r. Azerowie pod dowództwem por. Mertelsmanna wzięli udział w tłumieniu powstania warszawskiego. Działali w składzie Grupy Bojowej Reinefartha pod dowództwem SS-Gruppenführera Heinza Reinefahrta. Następnie walczyli na ziemiach polskich w składzie 9 Armii do marca 1945 r. Natomiast bataliony gruziński i północnokaukaski we wrześniu 1944 r. zostały przeniesione do Macedonii i przydzielone do 11 Dywizji Polowej Luftwaffe. W wyniku ofensywy sił partyzanckich wycofały się wraz z innymi oddziałami niemieckimi do Chorwacji. Pod koniec grudnia batalion północnokaukaski wszedł w skład 181 Dywizji Piechoty. 12 lutego 1945 r. zostało rozwiązane dowództwo Pułku Bergmann. W marcu w wyniku dalszego odwrotu batalion gruziński znalazł się na obszarze Syrmii pod rozkazami XXXIV Korpusu, a batalion północnokaukaski – wschodniej Sławonii, podporządkowany LXXXXI Korpusowi. Walczyły tam do końca wojny. W tym czasie batalion azerski przerzucono z Polski do Danii, gdzie przydzielono go do rosyjskiej 599 Brygady. Tam go zastał koniec wojny.
Nieoficjalną odznaką żołnierzy Sonderverband Bergmann był kindżał, noszony po lewej stronie górskiej czapki. Niemiecka kadra nosiła go natomiast na kołnierzu munduru.